# Панчаткыщитчар
Панчаткыщитчар — река в России, протекает по территории Красноселькупского района Ямало-Ненецкого автономного округа. Левая составляющая реки Панчаткы (приток Таза), с которой сливается на 21-м км от устья. Длина реки составляет 115 км. Площадь водосборного бассейна — 638 км². Общее падение реки — 42 метра. Средний годовой расчётный расход воды — 6 м³/с.
Хозяйственная деятельность в долине реки практически не развита, некоторые проявления оной — две пересекающие реку дороги и редкие лесные просеки. Ранее в бассейне Панчаткыщитчара, на южном берегу озера Гутконгдо, располагалась охотничья изба. В 2006 году экспертная группа экспедиции НПО «Северная археология-1» выявила на реке археологические объекты. В частности, находящееся по координатам: 66°41′48″ с. ш. 82°48′12″ в. д., поселение Панчаткышитчары 1, располагающееся на правом берегу в среднем течении Панчаткыщитчары и представляющее собой одиночную впадину элипсоидной формы с обваловкой, которую с севера и северо-востока огибают два углубления.

## Течение
Река берёт начало на высоте 50 метров над уровнем моря (в Балтийской системе) от одного из малых озёр группы Ыпкыльтольмы в болотистом урочище Яристая Тундра и течёт в восточном направлении. Выйдя из болота, Панчаткыщитчар поворачивает на север. Здесь долина реки покрыта лесом из берёзы и лиственницы. В лесу Панчаткыщитчар впадает в крупное озеро (27 м нум), принимающее несколько ручьёв.
По выходу из озера русло имеет 10 м ширины, 1,2 метра глубины и вязкий грунт дна. Вскоре водоток меняет направление на окончательное, северо-западное. Здесь по левому берегу в Панчаткыщитчар впадают три крупнейших притока, а по правому, за полосой леса, располагается урочище Гуткондо — обширное болото со множеством озёр. У впадения Песчаной ширина реки 30 м, глубина 1,2 метра, грунт русла песчаный.
Впадает в Панчаткы с левого берега на высоте 8 м нум. Скорость течения Панчаткыщитчара у устья — 0,4 м/с.

## Притоки
Несмотря на большую протяжённость Панчаткыщитчар имеет слаборазвитую речную систему.
Объекты по порядку от устья к истоку ( км от устья: ← левый приток | → правый приток | — объект на реке ):
← Песчаная (Чурылькы)
← 53-й км: безымянная (длина 20 км)
← 62-й км: безымянная (длина 12 км)
 — озеро Гутконгдо (49 м нум)

## Гидроним
Гидроним реки не имеет устоявшейся нормы: так, разные источники приводят различные варианты: Панчаткыщитчар (ГВР, ГГЦ, Генштаб, энциклопедия «Ямал»), Панчаткёщитчары (ГГЦ, Генштаб), Панчаткышитчар (ГКГН). При этом гидроним устьевого водотока таковую норму имеет: Панчаткы.

## Данные водного реестра
По данным государственного водного реестра России, Панчаткыщитчар относится к Нижнеобскому бассейновому округу, водохозяйственный участок реки Таз. Принадлежит речному бассейну реки Таз, речной подбассейн отсутствует.
Код водного объекта в государственном водном реестре — 15050000112115300070141.